# Dmitri Iwanowitsch Botscharow
Dmitri Iwanowitsch Botscharow (russisch Дмитрий Иванович Бочаров; * 18. Jahrhundert; † 19. Jahrhundert) war ein russischer Steuermann und Forschungsreisender.

## Leben
Botscharow nahm in Kamtschatka im April 1771 am Aufstand im Ostrog Bolscherezk (bei dem späteren Ust-Bolscherezk) teil, den der Verbannte Moritz Benjowski zusammen mit anderen Verbannten organisiert hatte. Der Gouverneur wurde ermordet, und die Kasse wurde geplündert. Die Aufständischen gelangten auf Flößen auf der Bolschaja an die Küste und fuhren dann auf der Galiot St. Peter über Japan und Formosa nach Macau, wo sie im September 1771 ankamen. Botscharow verlor dort seine Frau Praskowja Michailowna. Er kam dann mit Benjowski nach Frankreich. Schließlich kehrte Botscharow im Oktober 1773 nach Russland zurück, wo er in eine Siedlung in Irkutsk verbannt wurde.
Als seine Verbannungsbedingungen gemildert wurden, übernahm Botscharow das Kommando des Handelsboots Peter und Paul der Kamtschatka-Kaufleute Luka Alin und Pjotr Sidorow. Auf einer Fahrt nach Alaska kam auch der Kaufmann Grigori Schelichow mit. 1783 machte Schelichow Botscharow zum Kommandanten der Galiot St. Michael für die Fahrt zur Kodiak-Insel. Mit ihnen fuhr auch der Steuermann Gerassim Ismailow mit der Galiot Drei Heilige.

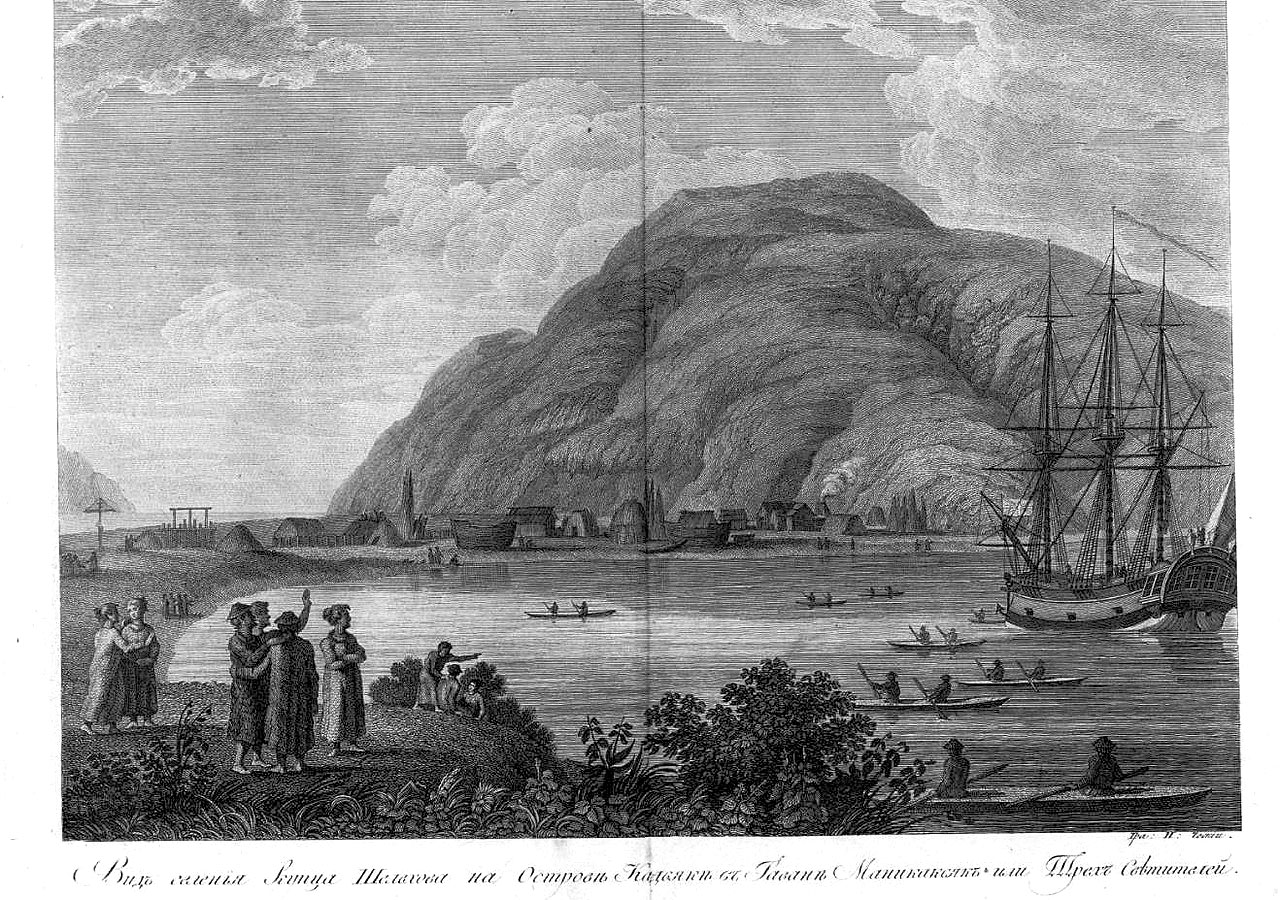
Schelichows Siedlung auf der Kodiak-Insel

Botscharow blieb in Schelichows Dienst und fuhr als Steuermannlehrling unter Efstratios Delarof mit Baidarkas 1786 von der Kodiak-Insel zu den Aleuten. 1788 fuhr Botscharow auf der Galiot Drei Heilige unter dem Kommando Ismailows zu den nördlichen Inseln. Sie erkundeten die nördliche Festlandsküste des Golfs von Alaska von der Kenai-Halbinsel bis zur Lituya Bay. Sie verfassten einen eingehenden Bericht über ihre Fahrt und die dortige Bevölkerung, der erstmals 1792 veröffentlicht wurde.
1790 kommandierte Botscharow unter der Leitung Alexander Baranows die Drei Heilige und fuhr von Ochotsk zur Insel Unalaska. Vor der Insel erlitt die Galiot Schiffbruch, aber die Mannschaft konnte sich und die Vorräte retten. Botscharow überwinterte mit der Mannschaft auf der Insel, baute zwei Baidarkas und fuhr dann in die Bristol Bay. Er führte dort die Erforschung der Nordküste der Alaska-Halbinsel fort, die Pjotr Krenizyn und Lewaschow begonnen hatten. Botscharow durchquerte 1792 die Halbinsel und eröffnete so  den direkten Weg von der Bristol Bay am Fluss Egegik entlang zu dem nach ihm benannten See und weiter zur Schelichow-Straße.